# Ixiamas (gemeente)
Ixiamas is een gemeente (municipio) in de Boliviaanse provincie Abel Iturralde in het departement La Paz. De gemeente telt naar schatting 9.807 inwoners (2018). De hoofdplaats is Ixiamas. Met een oppervlakte van iets meer dan 37.000 km² is het, na Charagua en San Ignacio, de derde grootste gemeente van het land.